# Homoplectra luchia
Homoplectra luchia là một loài Trichoptera trong họ Hydropsychidae. Chúng phân bố ở miền Tân bắc.